# La Femme du bout du monde
Pour plus de détails, voir Fiche technique et Distribution.
La Femme du bout du monde est un film français réalisé par Jean Epstein en 1937 et sorti en 1938.

## Synopsis
Arlanger, un armateur, est persuadé de trouver des gisements de radium dans une île de l'océan Antarctique. Il affrète un navire dans ce but. L'équipage, ayant atteint l'endroit, y découvre une jeune femme qui vit avec son mari à moitié fou et son enfant.

## Fiche technique
- Titre : La Femme du bout du monde
- Réalisation : Jean Epstein
- Scénario : Jean Epstein, d'après le roman éponyme d'Alain Serdac (publié en 1930 aux Éditions de France)
- Décors : Roger Berteteux
- Chef-opérateur : Joseph Braun, Paul Cotteret, Enzo Riccioni
- Musique : Jean Wiener
- Production : Gilbert Renault-Decker
- Pays :  France
- Format : Son mono - Noir et blanc - 35 mm  - 1,37:1
- Genre : Film dramatique
- Durée : 87 minutes
- Date de sortie :
- France : 19 janvier 1938

## Distribution
- Charles Vanel : Durc
- Germaine Rouer : Anna
- Jean-Pierre Aumont : Lieutenant Robert Jacquet
- Alexandre Rignault : Bourrhis
- Philippe Richard : Capitaine Sueur
- Georges Douking : Planque
- Jacky Vilmont : Jimmy
- Robert Le Vigan : Arlanger
- Paul Azaïs : Molinier
- Jean Appert
- Edmond Beauchamp : Charley
- Édouard Francomme
- Andrée Servilange
- Suzy Solidor
- Georges Vitray

## Autour du film
Le film a été tourné au Studio Paris et à Ouessant pour les extérieurs, fin août 1937.